# Замъкът на херцога Синята брада
„Замъкът на херцога Синята брада“ (на унгарски: A kékszakállú herceg vára) е опера на унгарския композитор Бела Барток по либрето на Бела Балаж, базирано на приказката „Синята брада“ от Шарл Перо.
В преразказаната от Перо легенда рицарят Раул убива своите шест жени, защото са си позволили да надникнат в една заключена стая и с това са нарушили забраната на рицаря. Френската легенда е преминала и у други народи – в Унгария например има народна балада, близка на френската, в която се разказва за барона съблазнител, който убил своите три жени и след това подлъгал най-известната красавица. Легендата за Синята брада е използувана от много творци в областта на различни видове изкуство – през 1866 г. Жак Офенбах написва оперетата „Синята брада“; белгийският поет-символист и драматург Морис Метерлинк през 1904 г. пише драмата „Ариана и Синята брада“, а три години по-късно върху неговото заглавие написва едноименната си опера френският композитор Пол Дюка.
Младият унгарски поет, драматург и режисьор Бела Балаж написва поемата си „Замъкът на херцога Синята брада“ през 1910 г. и я посвещава на двамата си приятели Бела Барток и Золтан Кодай. Поемата на Балаж всъщност представлява нов вариант на трагедията на Морис Метерлинк, като авторът е вмъкнал и елементи от унгарската народна балада. Сюжетът на поемата харесва на Бела Барток преди всичко с поетичността си и силната драматичност.
Композиторът написва музиката си само за няколко месеца, но ръководството на Будапещенската опера отказва да включи творбата в репертоара си. Едва няколко години по-късно, след големия успех на първия балет на Бела Барток „Дървеният принц“ през 1917 г., оперното ръководство решава да постави и „Замъкът на херцога Синята брада“. Така седем години след завършването й операта за първи път е представена в Кралската опера в Будапеща на 24 май 1918 г. под диригентството на италианеца Еджисто Танго.